# یاپو
یاپو (به پرتغالی: Iapu) یک منطقهٔ مسکونی در برزیل است که در میناز ژرایس واقع شده‌است. یاپو ۱۱٬۰۴۵ نفر جمعیت دارد.